# Viliam Schrojf
Viliam Schrojf (Bratislava, 2 de agosto de 1931 - Bratislava, 1 de setembro de 2007) foi um futebolista eslovaco, que atuava como goleiro. Foi o melhor da posição na Copa do Mundo de 1962 embora tenha falhado duas vezes na final contra o Brasil, que derrotou a seleção tchecoeslovaca por 3-1.

## Carreira

### Clubes
Jogou por quatorze anos, entre 1952 e 1966, dez deles dedicados ao Slovan Bratislava, onde conquistou o campeonato tchecoslovaco em seu primeiro ano na equipe, 1955. Em 1953, um ano após debutar, já estreava pela Seleção Tchecoslovaca, posteriormente figurando na Copa do Mundo de 1954.

## Seleção
Com a Tchecoslováquia, também foi à Copa do Mundo de 1958 e à Eurocopa 1960, mas só atuou com titularidade na Copa do Mundo de 1962. Um dos três jogadores do antigo país a ir a três mundiais (ao lado de seus colegas Ladislav Novák e Svatopluk Pluskal, tchecos, que foram para as mesmas Copas; Schrojf é, portanto, o eslovaco que mais foi ao torneio), foi um dos responsáveis diretos pela chegada do time à final, tendo atuações irretocáveis nos duros jogos contra Hungria (quartas-de-final), em que saiu carregado pela torcida, e Iugoslávia (semifinal).
Na final, entretanto, acabou falhando duas vezes na derrota por 1 x 3 frente ao Brasil: no primeiro gol brasileiro, ao esperar um cruzamento de Amarildo, permitiu que a bola desferida sem ângulo pelo atacante passasse entre ele e a trave; a pior viria no terceiro gol, onde soltou a bola lançada na área por Djalma Santos, que acabara de agarrar devido ao sol, deixando espaço livre para Vavá ampliar. Apesar da falha, seu desempenho ao longo do mundial fez com que fosse escolhido o melhor goleiro da Copa.
Schrojf encerrou a carreira no Lokomotiva Košice, no ano seguinte à sua última atuação pela Tchecoslováquia, em meio às Eliminatórias para a Copa do Mundo de 1966 (ao qual o país não se classificou).

## Morte
Morreu por causas não reveladas em 1 de setembro de 2007.